# Chiesa di Sant'Agostino (Foggia)

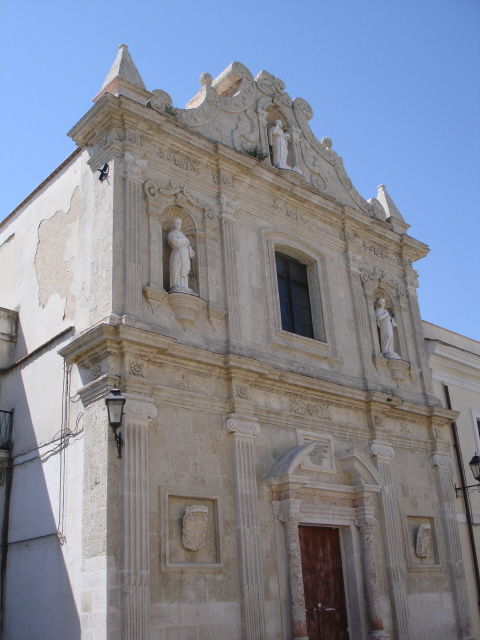
Chiesa e Convento di Sant'Agostino

La chiesa e convento di Sant'Agostino è una chiesa di Foggia. Si trova in via Arpi, nel centro cittadino

## Storia
Costruita all'inizio XII secolo, era stata inizialmente dedicata a san Leonardo, poiché dipendente dal monastero di San Leonardo di Siponto. Successivamente venne dedicata a sant'Agostino per la presenza dei monaci agostiniani. Con l'erezione della confraternita di santa Monica la chiesa fu ampliata tra il 1597 e il 1599.
Venne parzialmente distrutta dai bombardamenti del 1943 e fu totalmente ricostruita nel 1954.

## Descrizione
La facciata è in stile barocco. È decorata con le statue di sant'Agostino, di san Leonardo e di san Nicola da Tolentino.
Il portale, con due colonne di mandorlato del Gargano, ha due stemmi, il primo di Carlo III di Spagna e il secondo di monsignor Summantico.